# Gone (Afrojack)
Gone is een nummer van de Nederlandse dj Afrojack uit 2016, ingezongen door de Amerikaanse zanger Ty Dolla $ign.
Qua stijl is het nummer een combinatie van dance en hiphop. Afrojack zei dat hiphop en dance op dat moment nog nooit zo dichtbij elkaar waren geweest, dat ze genres "beste vrienden" waren en dat hij een radiovriendelijk nummer wilde maken met het beste van beide werelden. Niet een al te harde danceplaat "waar je vol op kunt beuken, maar iets meer chill-out en hiphoppy", aldus Afrojack. "Gone" werd een mager succesje in het Nederlandse taalgebied. In Nederland bereikte het nummer de tweede positie in de Tipparade, en in Vlaanderen de vierde positie in de Ultratip 100.

## Tracklijst
- Muziekdownload

1. "Gone" - 3:16